# Stig Frode Henriksen
Stig Frode Henriksen er en norsk skuespiller, manuskriptforfatter og filmproducent. Han har i den sidste tid samarbejdet med filminstruktøren og manuskriptforfatteren Tommy Wirkola.

## Filmografi

### Skuespiller
- Børning 2 (2016) - Petter'n
- Død snø 2 (2014) - Glenn Kenneth
- Kill Buljo 2 (2013) - Jompa Tormann
- Hansel and Gretel: Witch Hunters (2013) - Mute Tracker
- Hellfjord (2012) - Kobba
- Tomme Tønner 2 (2011) – Tynn-Svein
- Kurt Josef Wagle og legenden om fjordheksa (2010) – Kurt Josef Wagle
- The Essence of Killing (2010)
- Tomme Tønner (2010) – Tynn-Svein
- Død sne (2009) – Roy
- Lange Flate Ballær 2 (2008)
- Kill Buljo: The Movie (2007) – Jompa Tormann
- Kill Buljo: The Beginning (2004 – 2007) – Flere roller

### Forfatter
- Kill Buljo 2 (2013)
- Kurt Josef Wagle og legenden om fjordheksa (2010)
- Død snø (2009)
- Kill Buljo: The Movie (2007)

### Producer
- Kill Buljo 2 (2013)
- Kill Buljo: The Movie (2007)